# クペレク
クペレク（モンゴル語: Köbeleg, 生没年不詳）は、チンギス・カンの息子ジョチの子孫の一人。『集史』などのペルシア語史料ではكوبلك（kūbalak）と記されるが、書籍によってはクイルク/كویلك（kūyilk）とも表記される。
中央アジアを支配するカイドゥの援助を受けて、当時オルダ・ウルス当主であったバヤンに対し叛乱を起こしたことで知られる。

## 概要
『集史』ジョチ・ハン紀などによると、クペレクはジョチの長男オルダの孫テムル・ブカの息子であったと伝えられる。『集史』ジョチ・ハン紀には「以前、私の父（テムル・ブカ）はウルスを治めていた」というクペレクの発言が残されており、テムル・ブカは一時オルダ・ウルスの当主であったようであるが、何らかの理由で当主の座はクペレクに受け継がれずコニチが当主の座を継承した。コニチは30年以上に渡って長期間当主の座に就き、1280年には右翼の有力者ノガイと協力してトダ・モンケを推戴するなど、多大な権勢を誇った。コニチの死後、オルダ・ウルス当主の座はその息子バヤンが継承したが、クペレクは自らこそが正統な後継者との自負があったようであり、バヤンに対して叛乱を起こすこととなる。

### クペレクの乱
バヤンがオルダ・ウルス当主の地位に就いた正確な時期は不明であるが、おおよそクビライが死去しテムルが地位を継承したのと同じころ、1295-1296年頃とみられる。元貞2年（1296年）にはカイドゥ・ウルスに属していたドゥルダカ、ヨブクル、ウルス・ブカら三領候が大元ウルスに亡命するという大事件が起き、モンゴル高原西部における戦況は大元ウルス側の有利に傾いた。これに危機感を抱いたカイドゥは大規模な反攻策を計画し、その一つとして注目されたのがクペレクの存在であった。『集史』にはクペレクが「以前、私の父はウルスを治めていた相続権は私にある」と述べていたと記されており、かつて父親がオルダ・ウルス当主であったことを理由にクペレクはバヤンに対する叛乱を起こしたようである。
カイドゥの対オルダ・ウルス政策については『集史』の二つの箇所で言及されている。
上記の記述に見られるように、カイドゥによる「クペレクの乱」支援は、｢バヤンが大元ウルス/フレグ・ウルスと連合しカイドゥ・ウルスの事業の損失となることの阻止」を目的とし、ヤンギチャルらの派遣と連動した政策の一環であったことが分かる。
クペレクの乱を受けて、バヤンはまずジョチ家宗主のトクタ・ハンに援助を求めたが、トクタ・ハンは西方のノガイとの対立を抱えていたため、援軍を送ることができなかった。その代わり、カイドゥに対してクペレクを引き渡してバヤンのオルダ・ウルス支配を認めるよう要求したが、武力による裏付けのないこの要求は一顧だにされなかった。これに並行して、バヤンは大元ウルスのオルジェイトゥ・カアン（成宗テムル）にも軍事的協力を求めているが、皇太后ココジンの時期尚早であるとの助言により、やはりバヤンへの援軍は実現に至らなかった。そのためバヤンは独力でクペレクに対抗せざるを得なくなり、『集史』によると「今日までバヤンはクペレク・カイドゥ・ドゥアの軍隊と18回戦った。そして、そのうち6回、自分自身が戦場にあった」とされる。
この「クペレクの乱」における諸戦闘の詳細については記録がないが、同時期（1297年）に大元ウルスに属するチョンウル・ユワスらの将軍がイビル・シビル地方(オビ川流域一帯、現在の西シベリア平原)でカイドゥ軍と戦闘を交えており（イビル・シビルの戦い）、一連の戦闘は「クペレクの乱」と連動したものであったと考えられている。『集史』は1300年代に編纂された史書であるが、編集当時のオルダ・ウルスの情勢について下記のように記している。
この記述に見られるように、クペレクはカイドゥの援助を受けてオルダ・ウルスの領地・領民を一部支配したものの、バヤンの支配圏を崩すまでには至らず、情勢は膠着状態にあったようである。
この間、大元ウルスではカイシャンを対カイドゥ軍の司令官に起用するなど戦備を整えており、バヤンが援軍を要請してから3年目の大徳5年（1301年）に、遂にカイドゥ軍と大元ウルス軍の間で大会戦が繰り広げられた（テケリクの戦い）。この戦闘でカイドゥは大元ウルス軍を突き崩せず、逆に戦傷を負って間もなく亡くなってしまった。カイドゥを失ったカイドゥ・ウルスは求心力を失い、大徳10年（1306年）には内紛の未滅亡した（イルティシュ河の戦い）。
カイドゥの死によってクペレクも劣勢に追い込まれたはずであるが、既に『集史』編纂以後の話であるためその動向については詳細な記録がない。ただし、マムルーク朝のアイニーの著作には断片的な記述があり、ヒジュラ暦709年（1309年-1310年）にバヤンはトクタ・ハンの援軍を得たことで遂にクペレクを敗走させ、間もなくクペレクは亡くなったとされる。なお、同じくアイニーの記述によるとその後「バヤンの息子クシャイ（qushay）」が「カイドゥと組んで叛乱を起こした」とされるが、この時点で既にカイドゥは亡くなっており、恐らくはクペレクの事績を誤って二つに分けて記載したものと考えられる。いずれにせよ、クペレクは後ろ盾であったカイドゥを失った後も抗戦を続けていたが、西方での内紛を片付けたトクタ・ハンが派遣した援軍が決定打となって敗北し亡くなったようである。一方で、クペレクの引き起こした一連の争乱はオルダ・ウルスに多大な影響を残し、トクタ・ハンの援軍なしに抜乱を鎮圧できなかったことは、オルダ・ウルス当主の権威低下をもたらしたと評されている。

## オルダ王家
- ジョチ太子(Jöči ＞朮赤/zhúchì,جوچى خان/jūchī khān)
  - 1オルダ(Orda ＞斡魯朶/wòlǔduǒ,اورده/ūrda)
    - サルタクタイ(Sartaqtai ＞سرتاقتای/sartāqtāī)
      - 4トゥルク・カーン/諸王コニチ(Qoniči ＞火你赤/huŏnǐchì,قونیچى/qūnīchī)
        - 5バヤン(Bayan ＞伯顔/bǎiyán,بایان/bāyān)
          - 7?サシ・ブカ(Sasi buqa ＞ساسی بوقا/sāsī būqā)

        - バシュクルタイ(Bašγirtay ＞باشقرتى/bāšqirtay)
        - チャガン・ブカ(Čaγan Buqa ＞چغان بوقا/chaghān būqā)
        - マトダイ(Matudai ＞ماتوداى/mātūdāy)

    - クリ(Quli ＞قولی/qūlī)
      - トゥムケン(Tümken ＞تومكان/tūmakān)
      - トゥメン(Tümen ＞تومان/tūmān)
      - ミンガン(Mingγan ＞مینكقان/mīnkqān)
      - アヤチ(Ayači ＞ایاچی/ayāchī)
      - ムサルマーン(Musulman ＞مسلمان/musalmān)

    - クルムシ/クレムサ(Qurmši ＞قورمشی/qūrmshī,Куремса)
    - 2コンクラン(Qunquran ＞قونگقیران/qūnggīrān)
    - チョルマカイ(Čurmaqai ＞چورماقای/chūrmāqāī)
    - クトクイ(Qutuqui ＞قوتوقوی/qūtūqūī)
    - フレグ(Hülegü ＞هولاگو/hūlāgū)
      - 3テムル・ブカ(Temür buqa ＞تیمور بوقا/tīmūr būqā)
        - 6クペレク(Köbeleg ＞كوبلك/kūbalak)

## 歴代オルダ・ウルス当主
1. オルダ
2. コンクラン
3. テムル・ブカ
4. コニチ
5. バヤン